# Akademische Blätter

Logo der Akademischen Blätter

 Die Akademischen Blätter (kurz Ak.Bl.) sind seit 1886 die Verbandszeitschrift des Verbandes der Vereine Deutscher Studenten. Sie erscheinen vierteljährlich.

## Geschichte
Vorläufer der Akademischen Blätter war die seit dem 2. November 1881 erschienene Kyffhäuser-Zeitung, die den Vereinen Deutscher Studenten nahestand. Am 1. Juli 1885 wurde die Kyffhäuser-Zeitung eingestellt. Daraufhin begründete der damalige Kyffhäuserverband auf Anregung seines Vorortsvorsitzenden Rudolf Heinze 1886 die Akademischen Blätter als Verbandsorgan, deren erste Nummer am 1. April 1886 erschien. Erscheinungsort war Berlin.
Die Akademischen Blätter waren das erste und für längere Zeit einzige Korporationsorgan, das seinen Schwerpunkt in der politischen Berichterstattung aus Hochschule und Gesellschaft sah, während andere studentische Organe fast nur über verbandsinterne Vorgänge berichteten.

## Zeitschrift heute
Herausgeber ist der Akademische Verein Kyffhäuser. Schriftleiter sind Dominik Matuschek und Jörn Spindeldreher. Die Akademischen Blätter erscheinen vierteljährlich in einer Auflage von 5400 Stück.

Es werden neben Mitteilungen zum Verband Beiträge zu Politik, Studium, Kultur, Zeitgeschehen sowie Meinungsartikel veröffentlicht.

Neben der Printausgabe gibt es auch eine Onlineausgabe.

## Erscheinungsweise
1886 bis 1929 halbmonatlich, 1929 bis 1939 monatlich. Nach Auflösung des Kyffhäuser-Verbandes im August 1938 wurden auch die Akademischen Blätter mit dem 53. Jahrgang zunächst eingestellt. Nach der Wiedergründung der Vereine Deutscher Studenten 1951 erschienen die Akademischen Blätter wieder ab 1952. 1952 bis Ende der 1960er Jahre kamen sie monatlich und bis 1985 alle zwei Monate heraus.
Seit 1986 erscheinen die Akademischen Blätter vierteljährlich.

## Schriftleiter (Auswahl)
- 1891–1892: Hermann von Petersdorff
- 1897–1906: Paul Baecker und Otto Hoetzsch
- 1907–1910: Ludwig Bergsträßer
- 1933–1934: Hans Fritzsche
- 2009–2015: Christian Roth
- 2015–2019: Dominik Matuschek und Rudolf Bede
- seit 2019: Dominik Matuschek und Jörn Spindeldreher